# Yuchi Gong: Bóg drzwi
Yuchi Gong: Bóg drzwi (mand. 尉迟恭 Yùchí gōng, ang. Yuchi Gong The Door God) – chiński dramat kostiumowy z elementami filmu przygodowego 2012 roku w reżyserii Hao Yipinga. W Polsce premiera filmu odbyła się na kanale TV4 1 lutego 2014r, z polskim lektorem - Maciejem Gudowskim.

## Fabuła
W Chinach dobiega końca panowanie dynastii Sui. Walki między lokalnymi władcami pogrążają kraj w chaosie. Armia Li oblega miasto Jiexiu, będące ostatnim bastionem sił króla Liu Wuzhou. Obroną twierdzy dowodzi generał Yuchi Gong. Przeszłość mężczyzny kryje jednak mroczne sekrety. Yuchi był niegdyś kowalem w Shuozhou, gdzie zbuntował się przeciwko wyzyskowi i zabił bratanka zarządcy Jinyang. Choć teraz Yuchi jest wiernym żołnierzem, władca nie ufa mu i każe go śledzić.

## Obsada
- Jin Song - Yuchi Gong
- Liu Fangyu - Su Yumei